# Maxmilián z Valdštejna
Maxmilián z Valdštejna (1598 – 19. února 1655) byl český šlechtic z rodu Valdštejnů. Od mládí sloužil v armádě a zastával funkce u císařského dvora. Původně byl předurčen jako univerzální dědic vzdáleného příbuzného Albrechta z Valdštejna. I po jeho pádu udržel rozsáhlé statky v severních Čechách, které se staly majetkovou základnou pro potomstvo až do 20. století. V závěru své kariéry byl císařským nejvyšším komořím (1651–1655) a nakonec se stal rytířem Řádu zlatého rouna.

## Životopis

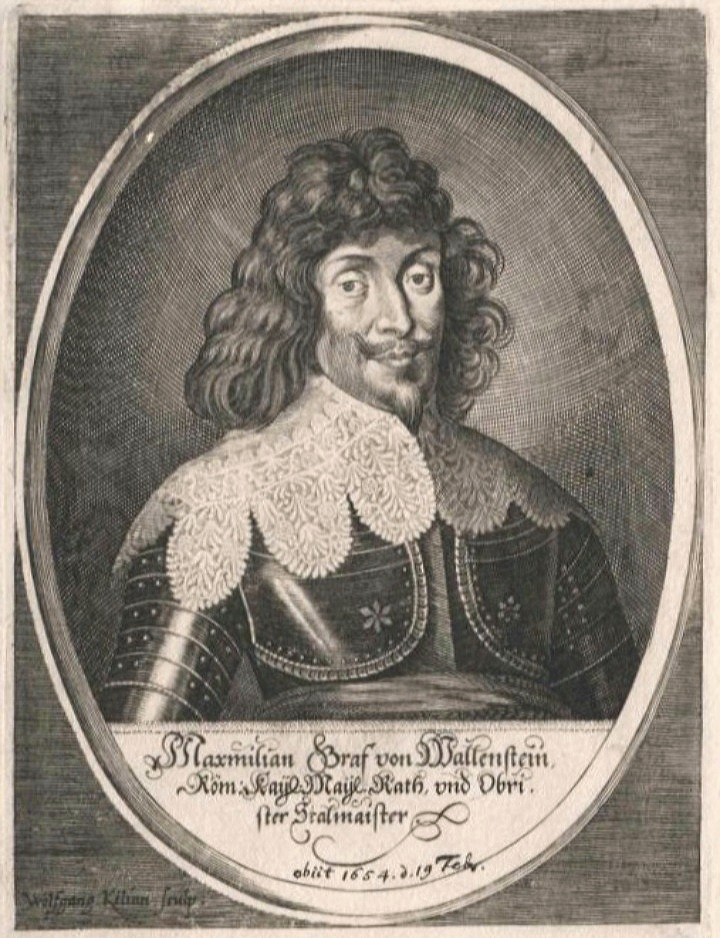
Maxmilián z Valdštejna

Narodil se jako třetí syn Adama mladšího z Valdštejna (1570–1638) a jeho první manželky Alžběty, rozené Brtnické z Valdštejna. Absolvoval kavalírskou cestu, během níž studoval v Římě, Sieně a Mnichově. Krátce sloužil ve španělské armádě, s níž bojoval v Itálii. Své ambice poté spojil s kariérou vzdáleného příbuzného Albrechta z Valdštejna, po jehož boku se zúčastnil bitvy na Bílé hoře. V císařské armádě dosáhl hodnosti plukovníka a v roce 1622 byl potvrzen v hodnosti císařského komorníka. V návaznosti na vzestup Albrechta z Valdštejna získal v roce 1623 hraběcí titul, který obdržel spolu se svými bratry. Od roku 1625 byl nejvyšším štolbou arcivévody Ferdinanda, souběžně měl významný podíl na organizaci a zásobování Valdštejnovy armády. Na neprůhledných aktivitách Albrechta z Valdštejna ve 30. letech neměl pravděpodobně žádný podíl a díky tomu si jako oblíbenec Ferdinanda II. udržel své postavení u dvora. V letech 1637–1642 zastával funkci císařského nejvyššího štolby (již za vlády Ferdinanda III.), v roce 1642 přesídlil do Čech jako velitel v Praze a pomáhal organizovat obranu království proti švédským vpádům v závěru třicetileté války. S titulem člena tajné rady (1647) pobýval později znovu ve Vídni a nakonec se stal císařským nejvyšším komořím (1651–1655). V této funkci byl vázán k trvalému pobytu ve Vídni a mimo hlavní město monarchie vyjížděl již jen výjimečně (v roce 1651 slavil v Brně svůj třetí sňatek, v roce 1653 doprovázel císaře na říšský sněm v Řezně). Krátce před smrtí obdržel Řád zlatého rouna.

## Majetkové poměry

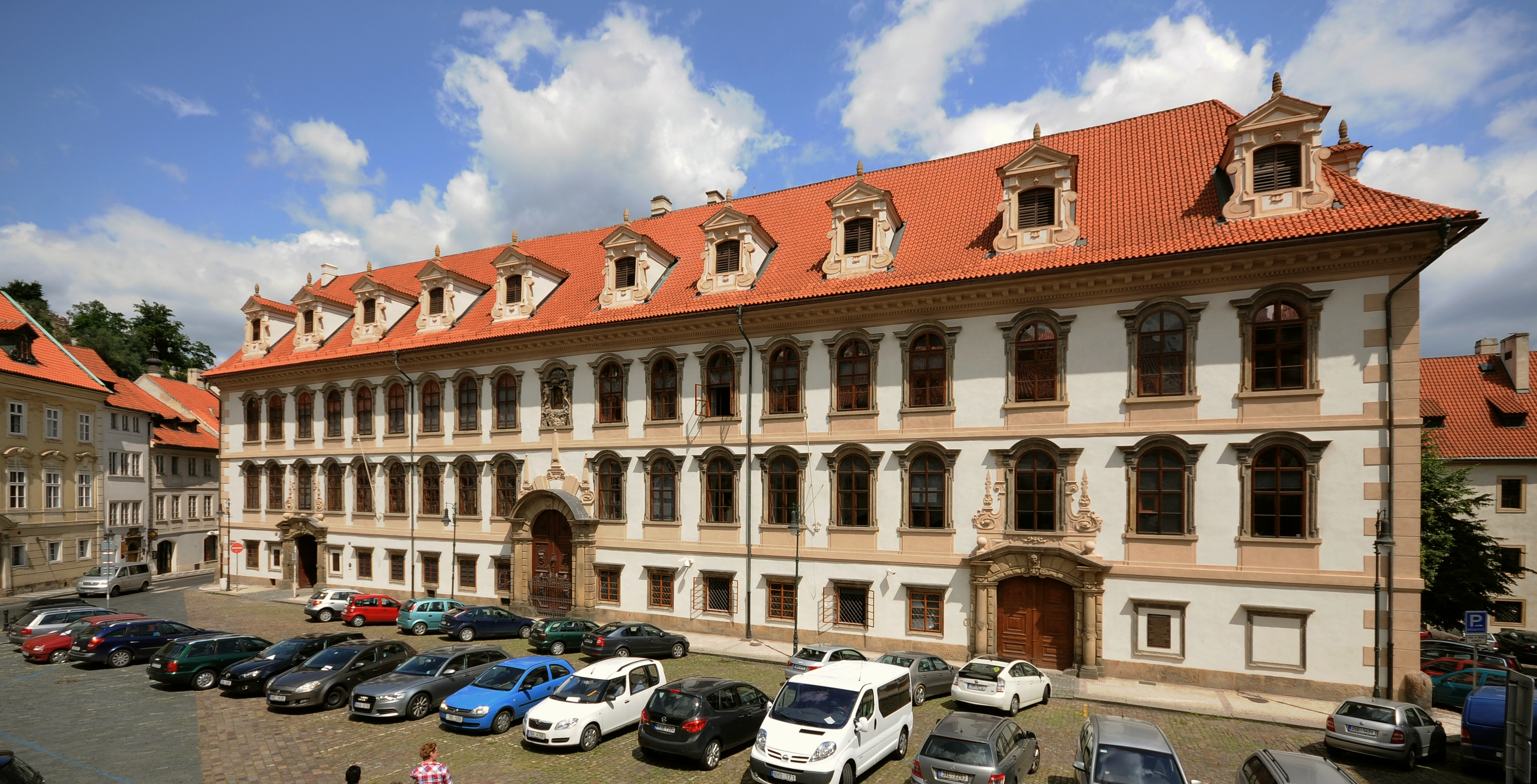
Valdštejnský palác v Praze

Z majetku Albrechta z Valdštejna dostal již v roce 1624 jako léno panství Mnichovo Hradiště, Svijany, Hrubá Skála, Zvířetice, Klášter Hradiště nad Jizerou a Český Dub. Největším z těchto panství byla Hrubá Skála, k níž patřilo město Turnov a 74 vesnic, budoucím hlavním sídlem valdštejnských statků se ale mělo stát Mnichovo Hradiště. Po smrti Albrechta z Valdštejna a konfiskaci jeho majetku musel Maxmilián složitým manévrováním obhájit své nároky, což se mu podařilo a pro další generace rodu udržel rozsáhlé pozemkové zázemí v severních Čechách. Nevyhnul se nicméně ztrátám, v roce 1638 musel například vrátit bývalým majitelům panství Grabštejn, které od Albrechta z Valdštejna získal v roce 1633. Významnou položkou v konfiskovaném majetku Albrechta z Valdštejna představoval Valdštejnský palác v Praze, který byl díky svému rozsahu a vybavení v roce 1634 odhadnut na 50 000 zlatých. Také v tomto případě Maxmilián své nároky uplatnil, ale palác musel později vykoupit. Po roce 1642 zde trvale sídlil a podílel se na dokončení umělecké výzdoby interiérů. Z majetku svého otce Adama zdědil v roce 1638 panství Dobrovice a Loučeň. V rámci různých majetkových vyrovnání vlastnil dočasně také majetek na Moravě (Milotice, Dřevohostice). Vlastnil také palác ve Vídni. Patřil k významným mecenášům katolické církve, mimo jiné založil františkánský klášter v Turnově. Vysoké částky věnoval také augustiniánskému kostelu ve Vídni, kde byl spolu s dalšími členy rodu pohřben.

## Rodina
Poprvé se oženil v roce 1618 s Kateřinou Barborou z Harrachu (1599–1640), dcerou vlivného císařského dvořana Karla Harracha. Sňatek se konal v Praze a byl velkou společenskou událostí za účasti císaře Matyáše. Jeho druhou manželkou se stala Polyxena z Talmberka (1599–1651), dědička panství Duchcov. Potřetí se oženil v Brně v roce 1651 s Maxmiliánaou ze Salm-Neuburgu (1608–1663), vdovou po Kryštofu Pavlovi z Lichtenštejna-Castelcornu. Z prvních dvou manželství měl deset dětí, z nichž pět synů dosáhlo vysokého postavení u dvora, v armádě a katolické církvi. Dcery se provdaly do starých českých rodin.
- 1. Ferdinand Arnošt (1623–1656), nejvyšší zemský komorník Českého království 1652–1656
- 2. Albrecht Leopold (1625–1656), kanovník v Olomouci a Pasově
- 3. František Augustin (1628–1684), nejvyšší dvorský maršálek 1683–1684
- 4. Marie Kateřina (1629–1691), dvorní dáma císařovny Eleonory Magdaleny
- 5. Marie Maxmiliána, manžel 1647 hrabě Jan Adam Hrzán z Harasova (†1681), nejvyšší lovčí Českého království
- 6. Marie Monika (†1666), manžel Bedřich Kašpar Švihovský z Rýzmberka (1626–1654), majitel panství Nové Dvory
- 7. Karel Ferdinand (1634–1702), císařský diplomat, vyslanec v Sasku, Polsku, Anglii, císařský nejvyšší komoří 1690–1702
- 8. Jan Bedřich (1642–1694), pražský arcibiskup 1675–1694, kardinál
- 9. Marie Alžběta (1645–1687), manžel František Kryštof Vratislav z Mitrovic (†1689), prezident české komory